# مونتيفيورينو
مونتيفيورينو (بالإيطالية: Montefiorino)‏ هي بلدية في مقاطعة مودينا في إقليم إميليا رومانيا الإيطالي.

## السكان
في سنة 1861 بلغ عدد السكان 3٬575 نسمة، وتطور العدد ليصل في سنة 2011 لـ 2٬253 نسمة.
يظهر هذا المخطط البياني تطور النمو السكاني لـ مونتيفيورينو